# إف. إتش باكلي
إف. إتش باكلي (بالإنجليزية: Frank H. Buckley)‏ هو كاتب مقالات أمريكي، ولد في 4 أغسطس 1948.